# Ліхтарна акула чудова
Ліхтарна акула чудова (Etmopterus splendidus) — акула з роду Ліхтарна акула родини Ліхтарні акули. Ще недостатньо вивчена акула.

## Опис
Загальна довжина сягає 30 см. Голова помірно довга. Морда коротка. Очі довгі, майже у 3 рази більше за довжину зябрових щілин. За ними присутні невеликі бризкальця. Рот широкий, загнутий дугою. Зуби верхньої щелепи мають декілька верхівок, з яких центральна довга, бокові — короткі. Зуби нижньої щелепи трикутної форми, гострі, розташовані щільно, утворюють верхніми карями суцільну ріжучу лінію. У неї 5 коротких зябрових щілин. Тулуб стрункий. Грудні плавці невеликі, округлі. Має 2 невеликих спинних плавця з широкою основою, наділені шипами. Задній більше за передній. Анальний плавець відсутній. Хвіст вузький та помірної довжини. Має дуже велику та жирну печінка багату на сквален.
Забарвлення сіро-чорне з коричневим відливом. Очі зеленуватого кольору. На череві та під головою, на хвості, середній частині хвостового плавця присутні чорні ділянки. На них розташовані фотофтори, що світяться у темряві.

## Спосіб життя
Тримається на глибинах від 120 до 210 м. Здійснює добові міграції. Полює на здобич біля дна та у середніх шарах води. Живиться дрібною костистою рибою та кальмарами.
Це яйцеживородна акула.

## Розповсюдження
Як окремі ареали представлена біля південної Японії, Тайваня, Яви (Індонезія).